# 刘烈宏
刘烈宏（1968年10月—），男，汉族，四川成都人，中华人民共和国政治人物。曾任中国联合网络通信集团有限公司董事长，现任国家发展和改革委员会党组成员，国家数据局党组书记、局长。现任中国共产党第二十届中央委员会候补委员，第十二届全国政协委员。

## 简历
2004年11月，任中国电子科技集团公司副总经理。2006年3月，任中国电子信息产业发展研究院院长兼北京赛迪信息产业集团公司总裁。2009年1月，任中国电子信息产业集团有限公司总经理。2017年2月，任中国电子科技集团有限公司总经理。
2018年7月，任中央网络安全和信息化委员会办公室副主任、国家互联网信息办公室副主任。2020年6月，任工业和信息化部副部长。
2021年8月任中国联合网络通信集团有限公司董事长。
2023年7月，出任新成立的国家数据局局长。